# Lafresnaya lafresnayi
A Lafresnaya lafresnayi a madarak (Aves) osztályának a sarlósfecske-alakúak (Apodiformes) rendjéhez és a kolibrifélék (Trochilidae) családjához tartozó Lafresnaya nem egyetlen faja.

## Előfordulása
Ecuador, Kolumbia, Peru és Venezuela területén honos. A természetes élőhelye szubtrópusi vagy trópusi nedves hegyi erdők, szubtrópusi vagy trópusi hegyi cserjések.

## Alfajai
- Lafresnaya lafresnayi greenewalti W. H. Phelps & W. H. Phelps Jr, 1961
- Lafresnaya lafresnayi lafresnayi (Boissonneau, 1840)
- Lafresnaya lafresnayi liriope Bangs, 1910
- Lafresnaya lafresnayi rectirostris Berlepsch & Stolzmann, 1902
- Lafresnaya lafresnayi saul (Delattre & Bourcier, 1846)

## Megjelenése
Testhossza 11-12 centiméter.